# Castell de Pombal

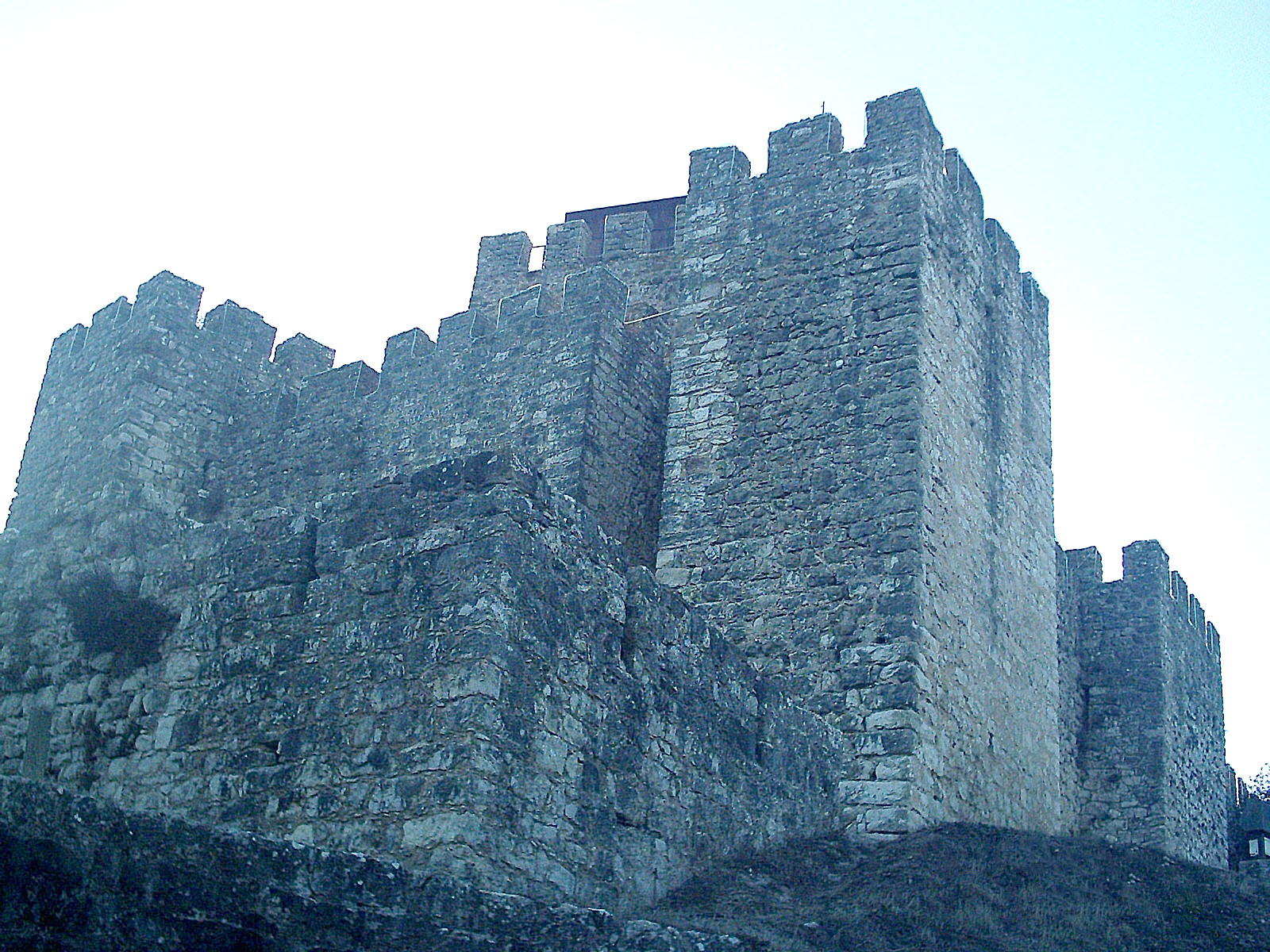
Vista de la muralla

El castell de Pombal es localitza a la ciutat, freguesia i municipi del mateix nom, al districte de Leiria, a Portugal.
En posició dominant sobre un massís rocós, al marge del riu Arunca, aquest castell templer va tenir un gran paper en la defensa de la regió en l'època de l'afirmació de la nació i, posteriorment, en la consolidació del comtat.

## Història
Al voltant de l'any 1128, el Castell de Pombal va ser donat als Cavallers Templers per Afonso Henriques per a la defensa de Coïmbra, i incloïa un vast territori al seu voltant. La transferència del seu control en aquest moment, va ser vist com una posició militar important, per les seves generacions successives de fortificació i els conflictes entre les forces de cristians i musulmans.
La construcció de la fortalesa romànica es va iniciar a mitjans del segle xii (ja sigui l'any 1155 o 1156), i va continuar pràcticament fins a finals del segle; la construcció de diverses torres va ser feta per servir, estabilitzar i reforçar la paret, i ajudar a repoblar la ciutat. És probable que el treball va començar en el setge de la posició i posteriorment a la construcció de la torre de l'homenatge (al voltant de 1171), i inclou un  alambor , una funció defensiva per mitigar els atacs a prop de les parets.